# Campeonato Mundial de Atletismo de 2013 - Decatlo masculino
A prova do decatlo  do Campeonato Mundial de Atletismo de 2013 foi disputada entre 10 e 11 de agosto no Estádio Lujniki, em Moscou. 

## Recordes
Antes desta competição, os recordes mundiais e do campeonato nesta prova eram os seguintes:
| Tipo                  | Atleta       | Pontuação | Local    | Data                | Ref |
| --------------------- | ------------ | --------- | -------- | ------------------- | --- |
|                       | Ashton Eaton | 9039      | Eugene   | 23 de junho de 2012 | ver |
| Recorde do campeonato | Tomáš Dvořák | 8902      | Edmonton | 7 de agosto de 2001 | ver |

## Medalhistas
| Ouro               | Prata                  | Bronze              |
| Ashton Eaton (USA) | Michael Schrader (GER) | Damian Warner (CAN) |

## Cronograma
| Data         | Hora  | Evento                   |
| ------------ | ----- | ------------------------ |
| 10 de agosto | 09:35 | 100 metros               |
| 10 de agosto | 10:35 | Salto em distância       |
| 10 de agosto | 12:20 | Arremesso de peso        |
| 10 de agosto | 15:30 | Salto em altura          |
| 10 de agosto | 19:40 | 400 metros               |
| 11 de agosto | 09:05 | 110 metros com barreiras |
| 11 de agosto | 10:00 | Lançamento do disco      |
| 11 de agosto | 13:05 | Salto com vara           |
| 11 de agosto | 17:15 | Lançamento de dardo      |
| 11 de agosto | 20:35 | 1500 metros              |

Todos os horários são horas locais (UTC +4)

## Resultados

### 100 metros
Vento:
Bateria 1: -0.5 m/s, Bateria 2: +0.1 m/s, Bateria 3: -0.1 m/s, Bateria 4: -0.5 m/s
| Classificação. | Bateria | Atleta                  | Nacionalidade  | Resultado | Pontes | Nota |
| -------------- | ------- | ----------------------- | -------------- | --------- | ------ | ---- |
| 1              | 4       | Ashton Eaton            | Estados Unidos | 10.35     | 1011   | SB   |
| 2              | 4       | Damian Warner           | Canadá         | 10.43     | 992    |      |
| 3              | 4       | Trey Hardee             | Estados Unidos | 10.52     | 970    | SB   |
| 4              | 4       | Rico Freimuth           | Alemanha       | 10.60     | 952    |      |
| 5              | 4       | Mihail Dudaš            | Sérvia         | 10.67     | 935    | PB   |
| 6              | 4       | Michael Schrader        | Alemanha       | 10.73     | 922    |      |
| 7              | 3       | Carlos Chinin           | Brasil         | 10.78     | 910    | PB   |
| 8              | 4       | Gunnar Nixon            | Estados Unidos | 10.84     | 897    |      |
| 9              | 4       | Eelco Sintnicolaas      | Países Baixos  | 10.85     | 894    |      |
| 10             | 2       | Pascal Behrenbruch      | Alemanha       | 10.95     | 872    | SB   |
| 10             | 2       | Willem Coertzen         | África do Sul  | 10.95     | 872    | SB   |
| 12             | 3       | Jeremy Taiwo            | Estados Unidos | 10.96     | 870    |      |
| 13             | 3       | Il'ja Škurenëv          | Rússia         | 10.97     | 867    |      |
| 13             | 4       | Ėduard Michan           | Bielorrússia   | 10.97     | 867    |      |
| 15             | 2       | Ingmar Vos              | Países Baixos  | 10.98     | 865    | SB   |
| 15             | 3       | Sergej Sviridov         | Rússia         | 10.98     | 865    |      |
| 17             | 1       | Oleksij Kas'janov       | Ucrânia        | 10.99     | 863    | SB   |
| 18             | 1       | Leonel Suárez           | Cuba           | 11.07     | 845    | SB   |
| 19             | 2       | Thomas van der Plaetsen | Bélgica        | 11.09     | 841    | PB   |
| 20             | 3       | Artëm Luk'janenko       | Rússia         | 11.11     | 836    |      |
| 21             | 1       | Brent Newdick           | Nova Zelândia  | 11.14     | 830    | SB   |
| 22             | 3       | Pelle Rietveld          | Países Baixos  | 11.15     | 827    |      |
| 23             | 2       | Gaël Quérin             | França         | 11.19     | 819    |      |
| 23             | 2       | Andrėj Kraŭčanka        | Bielorrússia   | 11.19     | 819    |      |
| 25             | 1       | Kurt Felix              | Granada        | 11.20     | 817    | SB   |
| 25             | 1       | Román Gastaldi          | Argentina      | 11.20     | 817    | SB   |
| 27             | 3       | Maicel Uibo             | Estónia        | 11.21     | 814    |      |
| 28             | 3       | Kevin Mayer             | França         | 11.23     | 810    |      |
| 29             | 1       | Mikk Pahapill           | Estónia        | 11.33     | 789    |      |
| 30             | 3       | Dmitrij Karpov          | Cazaquistão    | 11.37     | 780    |      |
| 31             | 2       | Marcus Nilsson          | Suécia         | 11.42     | 769    |      |
| 32             | 1       | Keisuke Ushiro          | Japão          | 11.44     | 765    | SB   |
| 33             | 1       | Ali Kamé                | Madagáscar     | 11.48     | 757    |      |

Ashley Bryant retirou-se da competição antes do início do ensaio.

### Salto em distância
| Classificação. | Grupo | Atleta                  | Nacionalidade  | 1ª prova | 2ª prova | 3ª prova | Resultado | Puntos | Nota | Pontos totais | Classificação geral |
| -------------- | ----- | ----------------------- | -------------- | -------- | -------- | -------- | --------- | ------ | ---- | ------------- | ------------------- |
| 1              | A     | Michael Schrader        | Alemanha       | 7.85     | X        | X        | 7.85      | 1022   | SB   | 1944          | 2                   |
| 2              | A     | Gunnar Nixon            | Estados Unidos | X        | 7.80     | X        | 7.80      | 1010   | PB   | 1907          | 3                   |
| 3              | A     | Ashton Eaton            | Estados Unidos | 7.44     | 7.71     | 7.73     | 7.73      | 992    | SB   | 2003          | 1                   |
| 4              | A     | Eelco Sintnicolaas      | Países Baixos  | X        | 7.42     | 7.65     | 7.65      | 972    | PB   | 1866          | 7                   |
| 5              | A     | Thomas van der Plaetsen | Bélgica        | X        | X        | 7.64     | 7.64      | 970    | –    | 1811          | 11                  |
| 6              | A     | Carlos Chinin           | Brasil         | X        | X        | 7.54     | 7.54      | 945    | –    | 1855          | 8                   |
| 7              | B     | Jeremy Taiwo            | Estados Unidos | 7.53     | 7.32     | -        | 7.53      | 942    | PB   | 1812          | 10                  |
| 8              | A     | Mihail Dudaš            | Sérvia         | X        | 7.35     | 7.51     | 7.51      | 937    | –    | 1872          | 5                   |
| 9              | A     | Kevin Mayer             | França         | X        | 7.50     | X        | 7.50      | 935    | –    | 1745          | 17                  |
| 10             | B     | Ingmar Vos              | Países Baixos  | 7.45     | X        | 7.24     | 7.45      | 922    | SB   | 1787          | 13                  |
| 11             | B     | Willem Coertzen         | África do Sul  | 7.44     | X        | 7.36     | 7.44      | 920    | SB   | 1792          | 12                  |
| 12             | A     | Ėduard Michan           | Bielorrússia   | 6.97     | 7.09     | 7.42     | 7.42      | 915    | –    | 1782          | 14                  |
| 13             | A     | Kurt Felix              | Granada        | 7.41     | 7.39     | X        | 7.41      | 913    | –    | 1730          | 21                  |
| 14             | A     | Andrėj Kraŭčanka        | Bielorrússia   | 7.26     | 7.30     | 7.39     | 7.39      | 908    | –    | 1727          | 22                  |
| 14             | B     | Damian Warner           | Canadá         | 7.26     | 7.30     | 7.39     | 7.39      | 908    |      | 1900          | 4                   |
| 16             | B     | Trey Hardee             | Estados Unidos | 7.30     | 7.29     | 7.35     | 7.35      | 898    | SB   | 1868          | 6                   |
| 16             | A     | Il'ja Škurenëv          | Rússia         | X        | X        | 7.35     | 7.35      | 898    | –    | 1765          | 15                  |
| 18             | B     | Leonel Suárez           | Cuba           | 7.17     | 7.33     | 7.00     | 7.33      | 893    | SB   | 1738          | 19                  |
| 19             | B     | Sergej Sviridov         | Rússia         | X        | 7.30     | 7.22     | 7.30      | 886    | SB   | 1751          | 16                  |
| 20             | B     | Brent Newdick           | Nova Zelândia  | X        | 7.17     | 7.28     | 7.28      | 881    | SB   | 1711          | 23                  |
| 21             | A     | Oleksij Kas'janov       | Ucrânia        | 7.27     | X        | X        | 7.27      | 878    | –    | 1741          | 18                  |
| 22             | A     | Maicel Uibo             | Estónia        | 7.17     | X        | 7.26     | 7.26      | 876    | –    | 1690          | 24                  |
| 23             | A     | Rico Freimuth           | Alemanha       | X        | 7.05     | 7.22     | 7.22      | 866    | –    | 1818          | 9                   |
| 24             | B     | Pascal Behrenbruch      | Alemanha       | X        | X        | 7.19     | 7.19      | 859    | SB   | 1731          | 20                  |
| 25             | A     | Gaël Quérin             | França         | 7.06     | 7.18     | X        | 7.18      | 857    | –    | 1676          | 25                  |
| 26             | B     | Mikk Pahapill           | Estónia        | 7.01     | 7.12     | 6.91     | 7.12      | 842    |      | 1631          | 27                  |
| 27             | B     | Artëm Luk'janenko       | Rússia         | 6.99     | 7.09     | X        | 7.09      | 835    |      | 1671          | 26                  |
| 28             | B     | Román Gastaldi          | Argentina      | 6.89     | 6.79     | 6.71     | 6.89      | 788    |      | 1605          | 28                  |
| 29             | B     | Keisuke Ushiro          | Japão          | 6.53     | 6.53     | 6.84     | 6.84      | 776    |      | 1541          | 30                  |
| 30             | B     | Ali Kamé                | Madagáscar     | X        | X        | 6.72     | 6.72      | 748    | SB   | 1505          | 31                  |
| 31             | B     | Pelle Rietveld          | Países Baixos  | X        | 6.68     | X        | 6.68      | 739    |      | 1566          | 29                  |
| 32             | B     | Marcus Nilsson          | Suécia         | 6.57     | 6.62     | X        | 6.62      | 725    |      | 1494          | 33                  |
| 33             | B     | Dmitrij Karpov          | Cazaquistão    | 6.53     | 6.59     | 6.55     | 6.59      | 718    |      | 1498          | 32                  |

### Arremesso de peso
| Classificação. | Grupo | Atleta                  | Nacionalidade  | 1ª prova | 2ª prova | 3ª prova | Resultado | Puntos | Nota | Pontos totais | Classificação geral |
| -------------- | ----- | ----------------------- | -------------- | -------- | -------- | -------- | --------- | ------ | ---- | ------------- | ------------------- |
| 1              | A     | Pascal Behrenbruch      | Alemanha       | 15.86    | X        | 15.56    | 15.86     | 843    | -    | 2574          | 9                   |
| 2              | A     | Dmitrij Karpov          | Cazaquistão    | X        | 15.39    | 14.84    | 15.39     | 814    | -    | 2312          | 29                  |
| 3              | A     | Mikk Pahapill           | Estónia        | 14.37    | 14.38    | 14.87    | 14.87     | 782    | -    | 2413          | 24                  |
| 4              | A     | Andrėj Kraŭčanka        | Bielorrússia   | 14.84    | X        | X        | 14.84     | 780    | -    | 2507          | 14                  |
| 5              | A     | Marcus Nilsson          | Suécia         | 13.44    | 14.27    | 14.81    | 14.81     | 778    | -    | 2272          | 30                  |
| 6              | A     | Rico Freimuth           | Alemanha       | X        | 13.74    | 14.80    | 14.80     | 777    | -    | 2595          | 8                   |
| 7              | A     | Gunnar Nixon            | Estados Unidos | 14.68    | X        | -        | 14.68     | 770    | PB   | 2677          | 3                   |
| 8              | A     | Trey Hardee             | Estados Unidos | 14.61    | 14.60    | 14.61    | 14.61     | 766    | -    | 2634          | 5                   |
| 9              | A     | Michael Schrader        | Alemanha       | 13.94    | 13.96    | 14.56    | 14.56     | 763    | -    | 2707          | 2                   |
| 10             | A     | Carlos Chinin           | Brasil         | 14.11    | 14.49    | X        | 14.49     | 758    | -    | 2613          | 6                   |
| 11             | A     | Artëm Luk'janenko       | Rússia         | 13.28    | 14.43    | X        | 14.43     | 755    | -    | 2426          | 23                  |
| 12             | A     | Ashton Eaton            | Estados Unidos | 13.36    | 14.19    | 14.39    | 14.39     | 752    | –    | 2755          | 1                   |
| 13             | B     | Damian Warner           | Canadá         | 14.23    | 14.04    | 14.06    | 14.23     | 742    | PB   | 2642          | 4                   |
| 14             | A     | Sergej Sviridov         | Rússia         | 13.68    | 14.20    | X        | 14.20     | 741    | -    | 2492          | 16                  |
| 14             | B     | Leonel Suárez           | Cuba           | 13.85    | 14.20    | 14.15    | 14.20     | 741    | SB   | 2479          | 19                  |
| 16             | A     | Ėduard Michan           | Bielorrússia   | 13.86    | 14.15    | X        | 14.15     | 738    | -    | 2520          | 11                  |
| 17             | B     | Eelco Sintnicolaas      | Países Baixos  | 13.45    | 13.99    | 14.08    | 14.08     | 733    | –    | 2599          | 7                   |
| 18             | A     | Oleksij Kas'janov       | Ucrânia        | 13.99    | 14.05    | X        | 14.05     | 731    | -    | 2472          | 20                  |
| 19             | B     | Román Gastaldi          | Argentina      | 13.25    | 13.96    | X        | 13.96     | 726    | SB   | 2331          | 28                  |
| 20             | B     | Willem Coertzen         | África do Sul  | 13.42    | 13.88    | X        | 13.88     | 721    | SB   | 2513          | 12                  |
| 20             | B     | Il'ja Škurenëv          | Rússia         | 13.21    | 13.88    | 13.66    | 13.88     | 721    | –    | 2486          | 17                  |
| 22             | B     | Brent Newdick           | Nova Zelândia  | 13.78    | 13.84    | X        | 13.84     | 719    | SB   | 2430          | 22                  |
| 23             | B     | Ingmar Vos              | Países Baixos  | 12.88    | 13.81    | 13.68    | 13.81     | 717    | –    | 2504          | 15                  |
| 24             | A     | Kevin Mayer             | França         | 13.76    | 13.50    | X        | 13.76     | 714    | -    | 2459          | 21                  |
| 25             | B     | Maicel Uibo             | Estónia        | 13.68    | X        | X        | 13.68     | 709    | PB   | 2399          | 25                  |
| 26             | B     | Thomas van der Plaetsen | Bélgica        | 13.57    | 10.74    | X        | 13.57     | 702    | PB   | 2513          | 13                  |
| 27             | A     | Mihail Dudaš            | Sérvia         | 13.08    | 13.45    | X        | 13.45     | 695    | -    | 2567          | 10                  |
| 28             | B     | Pelle Rietveld          | Países Baixos  | 13.21    | 13.12    | X        | 13.21     | 680    | –    | 2246          | 31                  |
| 29             | B     | Keisuke Ushiro          | Japão          | X        | 13.17    | X        | 13.17     | 678    | –    | 2219          | 32                  |
| 30             | B     | Gaël Quérin             | França         | X        | 13.03    | 12.28    | 13.03     | 669    | –    | 2345          | 27                  |
| 31             | B     | Jeremy Taiwo            | Estados Unidos | 12.66    | 12.78    | 12.99    | 12.99     | 667    | –    | 2479          | 18                  |
| 32             | B     | Kurt Felix              | Granada        | 12.75    | 12.81    | 12.95    | 12.95     | 664    | SB   | 2394          | 26                  |
| 33             | B     | Ali Kamé                | Madagáscar     | 12.33    | X        | 12.73    | 12.73     | 651    | –    | 2156          | 33                  |

### Salto em altura
| Classificação | Gruo | Atleta                  | Nacionalidade  | 1,78 | 1,81 | 1,84 | 1,87 | 1,90 | 1,93 | 1,96 | 1,99 | 2,02 | 2,05 | 2,08 | 2,11 | 2,14 | 2,17 | Resultado | Pontos | Nota | Pontos totais | Classificação geral |
| ------------- | ---- | ----------------------- | -------------- | ---- | ---- | ---- | ---- | ---- | ---- | ---- | ---- | ---- | ---- | ---- | ---- | ---- | ---- | --------- | ------ | ---- | ------------- | ------------------- |
| 1             | A    | Gunnar Nixon            | Estados Unidos | –    | –    | –    | –    | –    | –    | –    | o    | –    | xo   | o    | o    | xo   | xxx  | 2,14      | 934    | –    | 3611          | 1                   |
| 2             | A    | Andrėj Kraŭčanka        | Bielorrússia   | -    | –    | –    | –    | -    | o    | -    | o    | o    | o    | xxo  | o    | xxx  |      | 2,11      | 906    | SB   | 3413          | 6                   |
| 3             | A    | Maicel Uibo             | Estónia        | -    | –    | –    | -    | -    | -    | o    | -    | o    | o    | o    | xo   | xxx  |      | 2,11      | 906    | –    | 3305          | 16                  |
| 4             | B    | Kurt Felix              | Granada        | -    | -    | -    | -    | -    | -    | -    | o    | -    | xo   | xxo  | xxx  |      |      | 2,08      | 878    | SB   | 3272          | 18                  |
| 5             | A    | Willem Coertzen         | África do Sul  | -    | -    | –    | –    | o    | -    | o    | o    | o    | o    | xxx  |      |      |      | 2,05      | 850    | PB   | 3363          | 10                  |
| 6             | A    | Il'ja Škurenëv          | Rússia         | -    | -    | –    | –    | o    | -    | o    | o    | xo   | o    | xxx  |      |      |      | 2,05      | 850    | SB   | 3336          | 14                  |
| 6             | A    | Thomas van der Plaetsen | Bélgica        | -    | -    | -    | -    | –    | –    | o    | -    | xo   | o    | xxx  |      |      |      | 2,05      | 850    | -    | 3363          | 11                  |
| 6             | B    | Ingmar Vos              | Países Baixos  | -    | -    | -    | -    | 0    | o    | o    | o    | xo   | o    | xxx  |      |      |      | 2,05      | 850    | SB   | 3354          | 12                  |
| 9             | A    | Kevin Mayer             | França         | -    | -    | –    | –    | o    | -    | o    | o    | o    | xo   | xxx  |      |      |      | 2,05      | 850    | SB   | 3309          | 15                  |
| 10            | A    | Damian Warner           | Canadá         | -    | -    | –    | –    | -    | o    | o    | o    | xo   | xxo  | xxx  |      |      |      | 2,05      | 850    | -    | 3492          | 4                   |
| 11            | B    | Brent Newdick           | Nova Zelândia  | -    | -    | o    | -    | o    | -    | o    | o    | o    | xxx  |      |      |      |      | 2,02      | 822    | PB   | 3252          | 19                  |
| 12            | A    | Eelco Sintnicolaas      | Países Baixos  | –    | –    | o    | -    | o    | -    | o    | xxo  | o    | xxx  |      |      |      |      | 2,02      | 822    | -    | 3421          | 5                   |
| 13            | B    | Michael Schrader        | Alemanha       | -    | -    | -    | o    | -    | o    | o    | o    |      |      |      |      |      |      | 1,99      | 794    | PB   | 3501          | 2                   |
| 14            | A    | Artëm Luk'janenko       | Rússia         | -    | –    | –    | o    | o    | o    | xo   | o    | xxx  |      |      |      |      |      | 1,99      | 794    | -    | 3220          | 20                  |
| 15            | B    | Pascal Behrenbruch      | Alemanha       | -    | -    | -    | o    | o    | o    | o    | xo   | xxx  |      |      |      |      |      | 1,99      | 794    | SB   | 3368          | 9                   |
| 16            | A    | Mikk Pahapill           | Estónia        | -    | -    | –    | –    | xo   | xxo  | xo   | xo   | xxx  |      |      |      |      |      | 1,99      | 794    | -    | 3207          | 21                  |
| 17            | B    | Rico Freimuth           | Alemanha       | -    | -    | o    | o    | o    | xo   | o    | xxo  | xxx  |      |      |      |      |      | 1,99      | 794    | PB   | 3389          | 7                   |
| 18            | A    | Mihail Dudaš            | Sérvia         | -    | -    | –    | –    | o    | -    | o    | xxx  |      |      |      |      |      |      | 1,96      | 767    | -    | 3334          | 14                  |
| 19            | A    | Carlos Chinin           | Brasil         | –    | –    | o    | o    | o    | o    | xo   | xxx  |      |      |      |      |      |      | 1,96      | 767    | –    | 3380          | 8                   |
| 19            | A    | Ėduard Michan           | Bielorrússia   | -    | –    | –    | o    | -    | o    | xo   | xxx  |      |      |      |      |      |      | 1,96      | 767    | –    | 3287          | 17                  |
| 21            | A    | Keisuke Ushiro          | Japão          | -    | –    | –    | o    | o    | xo   | xxo  | xxx  |      |      |      |      |      |      | 1,96      | 767    | –    | 2986          | 27                  |
| 22            | B    | Ashton Eaton            | Estados Unidos | -    | -    | -    | o    | -    | xo   | xxx  |      |      |      |      |      |      |      | 1,93      | 740    | –    | 3495          | 3                   |
| 23            | A    | Sergej Sviridov         | Rússia         | -    | –    | –    | o    | o    | xxx  |      |      |      |      |      |      |      |      | 1,90      | 714    | -    | 3206          | 22                  |
| 24            | B    | Ali Kamé                | Madagáscar     | o    | o    | o    | o    | xo   | xxx  |      |      |      |      |      |      |      |      | 1,90      | 714    | SB   | 2870          | 30                  |
| 25            | B    | Gaël Quérin             | França         | -    | -    | o    | xo   | xo   | xxx  |      |      |      |      |      |      |      |      | 1,90      | 714    | –    | 3059          | 25                  |
| 26            | B    | Oleksij Kas'janov       | Ucrânia        | -    | -    | xo   | -    | xxo  |      |      |      |      |      |      |      |      |      | 1,90      | 714    | SB   | 3186          | 24                  |
| 26            | B    | Pelle Rietveld          | Países Baixos  | o    | o    | o    | xo   | xxo  | xxx  |      |      |      |      |      |      |      |      | 1,90      | 714    | SB   | 2960          | 28                  |
| 28            | B    | Leonel Suárez           | Cuba           | -    | -    | xxo  | -    | xxo  | -    | xxx  |      |      |      |      |      |      |      | 1,90      | 714    | SB   | 3193          | 23                  |
| 29            | B    | Román Gastaldi          | Argentina      | -    | -    | x    | xo   | xxx  |      |      |      |      |      |      |      |      |      | 1,87      | 687    | –    | 3018          | 26                  |
| 29            | B    | Marcus Nilsson          | Suécia         | -    | o    | o    | xo   | xxx  |      |      |      |      |      |      |      |      |      | 1,87      | 687    | –    | 2959          | 29                  |
| 30 !          | B    | Trey Hardee             | Estados Unidos | -    | -    | -    | -    | -    | xxx  |      |      |      |      |      |      |      |      | NM        | 0      | –    | 2870          | 31                  |

Jeremy Taiwo e Dmitrij Karpov se retiraram da competição antes do início do teste. 

### 400 metros
| Classificação. | Bateria | Atleta                  | Nacionalidade  | Resultado | Pontos | Nota | Puntos totais | Classificação geral |
| -------------- | ------- | ----------------------- | -------------- | --------- | ------ | ---- | ------------- | ------------------- |
| 1              | 4       | Ashton Eaton            | Estados Unidos | 46.02     | 1007   | –    | 4502          | 1                   |
| 2              | 2       | Michael Schrader        | Alemanha       | 47.66     | 926    | PB   | 4427          | 3                   |
| 3              | 1       | Mihail Dudaš            | Sérvia         | 47.73     | 922    | SB   | 4256          | 9                   |
| 4              | 4       | Rico Freimuth           | Alemanha       | 48.05     | 907    | SB   | 4296          | 6                   |
| 5              | 1       | Leonel Suárez           | Cuba           | 48.21     | 899    | SB   | 4092          | 17                  |
| 6              | 4       | Eelco Sintnicolaas      | Países Baixos  | 48.25     | 897    | –    | 4318          | 5                   |
| 7              | 3       | Willem Coertzen         | África do Sul  | 48.32     | 894    | PB   | 4257          | 8                   |
| 8              | 3       | Il'ja Škurenëv          | Rússia         | 48.39     | 890    | PB   | 4226          | 12                  |
| 9              | 4       | Pascal Behrenbruch      | Alemanha       | 48.40     | 890    | PB   | 4258          | 7                   |
| 10             | 4       | Damian Warner           | Canadá         | 48.41     | 889    | –    | 4381          | 4                   |
| 11             | 3       | Gunnar Nixon            | Estados Unidos | 48.56     | 882    | SB   | 4493          | 2                   |
| 12             | 4       | Pelle Rietveld          | Países Baixos  | 48.67     | 877    | –    | 3837          | 25                  |
| 13             | 4       | Gaël Quérin             | França         | 48.78     | 872    | –    | 3931          | 24                  |
| 14             | 3       | Ėduard Michan           | Bielorrússia   | 48.80     | 871    | SB   | 4158          | 14                  |
| 14             | 4       | Carlos Chinin           | Brasil         | 48.80     | 871    | –    | 4251          | 10                  |
| 16             | 3       | Thomas van der Plaetsen | Bélgica        | 49.00     | 861    | SB   | 4224          | 13                  |
| 17             | 3       | Artëm Luk'janenko       | Rússia         | 49.01     | 861    | PB   | 4081          | 19                  |
| 18             | 2       | Kevin Mayer             | França         | 49.53     | 836    | –    | 4145          | 15                  |
| 19             | 3       | Andrėj Kraŭčanka        | Bielorrússia   | 49.65     | 831    | –    | 4244          | 11                  |
| 20             | 1       | Oleksij Kas'janov       | Ucrânia        | 49.75     | 826    | SB   | 4012          | 22                  |
| 21             | 2       | Mikk Pahapill           | Estónia        | 49.84     | 822    | PB   | 4029          | 21                  |
| 22             | 1       | Brent Newdick           | Nova Zelândia  | 50.25     | 803    | SB   | 4055          | 20                  |
| 23             | 2       | Marcus Nilsson          | Suécia         | 50.56     | 789    | –    | 3748          | 26                  |
| 24             | 2       | Maicel Uibo             | Estónia        | 50.60     | 787    | PB   | 4092          | 18                  |
| 25             | 1       | Ali Kamé                | Madagáscar     | 50.87     | 775    | SB   | 3645          | 28                  |
| 26             | 2       | Ingmar Vos              | Países Baixos  | 51.02     | 768    | –    | 4122          | 16                  |
| 27             | 3       | Sergej Sviridov         | Rússia         | 51.13     | 763    | –    | 3969          | 23                  |
| 28             | 2       | Keisuke Ushiro          | Japão          | 51.20     | 760    | –    | 3746          | 27                  |
| 29 !           | 2       | Román Gastaldi          | Argentina      | DQ        | 0      |      | 3018          | 29                  |

Kurt Felix e Trey Hardee se retiraram da competição antes do início do teste.

### 110 metros com barreiras
Vento: Bateria 1: -0.2 m/s, Bateria 2: 0 m/s, Bateria 3: -0.1 m/s, Bateria 4: +0.4 m/s 
| Classificação | Bateria | Atleta                  | Nacionalidade  | Resultados | Pontos | Nota | Pontos totais | Classificação geral |
| ------------- | ------- | ----------------------- | -------------- | ---------- | ------ | ---- | ------------- | ------------------- |
| 1             | 4       | Ashton Eaton            | Estados Unidos | 13.72      | 1011   | –    | 5513          | 1                   |
| 2             | 4       | Rico Freimuth           | Alemanha       | 13.90      | 987    | –    | 5283          | 5                   |
| 3             | 4       | Damian Warner           | Canadá         | 13.96      | 980    | –    | 5361          | 4                   |
| 4             | 4       | Carlos Chinin           | Brasil         | 14.05      | 968    | PB   | 5219          | 7                   |
| 5             | 4       | Eelco Sintnicolaas      | Países Baixos  | 14.18      | 951    | –    | 5269          | 6                   |
| 6             | 2       | Kevin Mayer             | França         | 14.21      | 948    | PB   | 5093          | 14                  |
| 7             | 3       | Artëm Luk'janenko       | Rússia         | 14.21      | 948    | –    | 5029          | 15                  |
| 8             | 4       | Michael Schrader        | Alemanha       | 14.29      | 937    | –    | 5364          | 3                   |
| 9             | 2       | Willem Coertzen         | África do Sul  | 14.30      | 936    | –    | 5193          | 8                   |
| 10            | 3       | Il'ja Škurenëv          | Rússia         | 14.34      | 931    | –    | 5157          | 11                  |
| 11            | 3       | Pelle Rietveld          | Países Baixos  | 14.37      | 927    | –    | 4764          | 23                  |
| 12            | 2       | Andrėj Kraŭčanka        | Bielorrússia   | 14.44      | 918    | –    | 5162          | 10                  |
| 13            | 2       | Pascal Behrenbruch      | Alemanha       | 14.46      | 916    | –    | 5174          | 9                   |
| 14            | 1       | Mikk Pahapill           | Estónia        | 14.54      | 906    | –    | 4935          | 18                  |
| 15            | 4       | Gunnar Nixon            | Estados Unidos | 14.57      | 902    | –    | 5395          | 2                   |
| 16            | 4       | Mihail Dudaš            | Sérvia         | 14.59      | 900    | PB   | 5156          | 12                  |
| 17            | 1       | Leonel Suárez           | Cuba           | 14.62      | 896    | SB   | 4988          | 17                  |
| 18            | 2       | Thomas van der Plaetsen | Bélgica        | 14.66      | 891    | SB   | 5115          | 13                  |
| 19            | 4       | Ėduard Michan           | Rússia         | 14.82      | 871    | –    | 5029          | 16                  |
| 20            | 2       | Gaël Quérin             | França         | 14.87      | 865    | –    | 4796          | 21                  |
| 21            | 2       | Marcus Nilsson          | Suécia         | 15.04      | 845    | –    | 4593          | 24                  |
| 22            | 1       | Brent Newdick           | Nova Zelândia  | 15.19      | 827    | SB   | 4882          | 20                  |
| 23            | 1       | Ali Kamé                | Madagáscar     | 15.20      | 825    | SB   | 4470          | 26                  |
| 24            | 3       | Sergej Sviridov         | Rússia         | 15.23      | 822    | SB   | 4791          | 22                  |
| 25            | 3       | Maicel Uibo             | Estónia        | 15.29      | 815    | –    | 4907          | 19                  |
| 26            | 1       | Keisuke Ushiro          | Japão          | 15.32      | 811    | –    | 4557          | 25                  |
| 27 !          | 2       | Ingmar Vos              | Países Baixos  | DQ         | 0      | –    | 4122          | 27                  |
| 27 !          | 1       | Oleksij Kas'janov       | Ucrânia        | DNF        | 0      | –    | 4012          | 28                  |

Román Gastaldi se retiraram da competição antes do início do teste.

### Lançamento do disco
| Classificação. | Grupo | Atleta                  | Nacionalidade  | 1ª prova | 2ª prova | 3ª prova | Resultado | Pontos | Nota | Pontos total | Posição geral |
| -------------- | ----- | ----------------------- | -------------- | -------- | -------- | -------- | --------- | ------ | ---- | ------------ | ------------- |
| 1              | A     | Rico Freimuth           | Alemanha       | 48.41    | 48.74    | 47.85    | 48.74     | 844    |      | 6127         | 3             |
| 2              | A     | Ėduard Michan           | Bielorrússia   | 44.93    | x        | 48.00    | 48.00     | 829    |      | 5858         | 14            |
| 3              | A     | Mikk Pahapill           | Estónia        | 47.57    | x        | x        | 47.57     | 820    |      | 5755         | 18            |
| 4              | A     | Michael Schrader        | Alemanha       | 43.49    | 41.06    | 46.44    | 46.44     | 797    | PB   | 6161         | 2             |
| 5              | A     | Leonel Suarez           | Cuba           | 46.41    | 43.15    | x        | 46.41     | 796    | SB   | 5784         | 16            |
| 6              | A     | Andrėj Kraŭčanka        | Bielorrússia   | 46.12    | x        | 44.65    | 46.12     | 790    |      | 5952         | 8             |
| 7              | A     | Carlos Chinin           | Brasil         | 42.76    | x        |          | 45.84     | 784    | SB   | 6003         | 6             |
| 8              | A     | Pascal Behrenbruch      | Alemanha       | 38.05    | 42.82    | 45.66    | 45.66     | 780    |      | 5954         | 7             |
| 9              | A     | Kevin Mayer             | França         | 45.37    | x        | 43.55    | 45.37     | 774    | PB   | 5867         | 13            |
| 10             | A     | Keisuke Ushiro          | Japão          | 45.31    | 44.26    | 45.17    | 45.31     | 773    |      | 5330         | 24            |
| 11             | A     | Sergej Sviridov         | Rússia         | 45.26    | x        | x        | 45.26     | 772    |      | 5563         | 21            |
| 12             | A     | Ashton Eaton            | Estados Unidos | 44.35    | x        | 45.00    | 45.00     | 767    |      | 6280         | 1             |
| 13             | B     | Damian Warner           | Canadá         | 44.13    | x        | 43.78    | 44.13     | 749    | SB   | 6110         | 4             |
| 14             | B     | Artëm Luk'janenko       | Rússia         | 44.06    | 43.90    | x        | 44.06     | 748    |      | 5777         | 17            |
| 15             | A     | Il'ja Škurenëv          | Rússia         | 39.84    | 44.06    | 41.75    | 44.06     | 748    |      | 5905         | 11            |
| 16             | B     | Mihail Dudaš            | Sérvia         | 44.06    | x        | x        | 44.06     | 748    | SB   | 5904         | 12            |
| 17             | B     | Willem Coertzen         | África do Sul  | 41.24    | 43.25    | 42.52    | 43.25     | 731    |      | 5924         | 9             |
| 18             | B     | Ingmar Vos              | Países Baixos  | x        | 42.76    | 42.77    | 42.77     | 721    |      | 4843         | 27            |
| 19             | A     | Marcus Nilsson          | Suécia         | 41.99    | 42.49    | 41.40    | 42.49     | 715    |      | 5308         | 25            |
| 20             | B     | Brent Newdick           | Nova Zelândia  | x        | 41.22    | 42.49    | 42.49     | 715    |      | 5597         | 20            |
| 21             | B     | Gunnar Nixon            | Estados Unidos | 40.76    | 42.38    | x        | 42.38     | 713    | PB   | 6108         | 5             |
| 22             | A     | Maicel Uibo             | Estónia        | x        | x        | 41.84    | 41.84     | 702    |      | 5609         | 19            |
| 23             | B     | Thomas van der Plaetsen | Bélgica        | 41.17    | x        | x        | 41.17     | 688    |      | 5803         | 15            |
| 24             | B     | Eelco Sintnicolaas      | Países Baixos  | 39.14    | 33.17    | 39.21    | 39.21     | 649    |      | 5918         | 10            |
| 25             | B     | Gael Querin             | França         | 38.09    | 38.34    | x        | 38.34     | 631    |      | 5427         | 22            |
| 26             | B     | Pelle Rietveld          | Países Baixos  | 38.06    | 37.06    | 36.33    | 38.06     | 625    |      | 5389         | 23            |
| 27             | B     | Ali Kamé                | Madagáscar     | x        | 36.86    | x        | 36.86     | 601    |      | 5071         | 26            |
| 28 !           | B     | Oleksij Kas'janov       | Ucrânia        | x        | x        | x        | NM        |        |      | 4012         | 28            |

### Salto com vara
| Classificação. | Grupo | Atleta                  | Nacionalidade  | 3,80 | 3,90 | 4,00 | 4,10 | 4,20 | 4,30 | 4,40 | 4,50 | 4,60 | 4,70 | 4,80 | 4,90 | 5,00 | 5,10 | 5,20 | 5,30 | 5,40 | Resultado | Pontos | Nota | Ponto total | Classificação geral |
| -------------- | ----- | ----------------------- | -------------- | ---- | ---- | ---- | ---- | ---- | ---- | ---- | ---- | ---- | ---- | ---- | ---- | ---- | ---- | ---- | ---- | ---- | --------- | ------ | ---- | ----------- | ------------------- |
| 1              | A     | Il'ja Škurenëv          | Rússia         | -    | -    | -    | -    | -    | -    | -    | -    | -    | o    | -    | o    | o    | o    | o    | o    | xxo  | 5,40      | 1035   | PB   | 6940        | 6                   |
| 2              | A     | Eelco Sintnicolaas      | Países Baixos  | -    | -    | -    | -    | -    | -    | -    | -    | -    | -    | -    | -    | -    | -    | xo   | xo   | xxx  | 5,30      | 1004   | -    | 6922        | 7                   |
| 3              | A     | Ashton Eaton            | Estados Unidos | -    | -    | -    | -    | -    | -    | -    | -    | -    | xo   | -    | o    | o    | o    | xo   | xxx  |      | 5,20      | 972    | SB   | 7252        | 1                   |
| 4              | A     | Kevin Mayer             | França         | -    | -    | -    | -    | -    | -    | -    | -    | -    | -    | o    | -    | o    | xo   | xxo  | xxx  |      | 5,20      | 972    | PB   | 6839        | 10                  |
| 5              | A     | Pelle Rietveld          | Países Baixos  | -    | -    | -    | -    | -    | -    | -    | o    | -    | o    | o    | xxo  | o    | o    | xxx  |      |      | 5,10      | 941    | PB   | 6330        | 21                  |
| 6              | A     | Andrėj Kraŭčanka        | Bielorrússia   | -    | -    | -    | -    | -    | -    | -    | -    | o    | -    | o    | o    | o    | xo   | xxx  |      |      | 5,10      | 941    | SB   | 6893        | 9                   |
| 6              | A     | Thomas van der Plaetsen | Bélgica        | -    | -    | -    | -    | -    | -    | -    | -    | -    | -    | -    | -    | o    | xo   | xxx  |      |      | 5,10      | 941    | -    | 6744        | 13                  |
| 8              | A     | Carlos Chinin           | Brasil         | -    | -    | -    | -    | -    | -    | -    | -    | o    | -    | xo   | o    | xxo  | xo   | xxx  |      |      | 5,10      | 941    | PB   | 6944        | 5                   |
| 9              | A     | Michael Schrader        | Alemanha       | -    | -    | -    | -    | -    | -    | -    | -    | o    | -    | o    | -    | o    | xxx  |      |      |      | 5,00      | 910    | -    | 7071        | 2                   |
| 10             | A     | Mikk Pahapill           | Estónia        | -    | -    | -    | -    | -    | -    | -    | -    | xo   | -    | o    | o    | xo   | xxx  |      |      |      | 5,00      | 910    | SB   | 6665        | 16                  |
| 11             | A     | Artëm Luk'janenko       | Rússia         | -    | -    | -    | -    | -    | -    | -    | o    | -    | o    | o    | o    | xxo  | xxx  |      |      |      | 5,00      | 910    | -    | 6687        | 14                  |
| 12             | A     | Maicel Uibo             | Estónia        | -    | -    | -    | -    | -    | -    | -    | -    | -    | xo   | xo   | o    | xxx  |      |      |      |      | 4,90      | 880    | -    | 6489        | 19                  |
| 13             | B     | Leonel Suárez           | Cuba           | -    | -    | -    | -    | -    | -    | -    | -    | o    | -    | xo   | xo   | xxx  |      |      |      |      | 4,90      | 880    | SB   | 6664        | 17                  |
| 14             | B     | Mihail Dudaš            | Sérvia         | -    | -    | -    | -    | -    | -    | -    | -    | o    | xo   | xo   | xo   | xxx  |      |      |      |      | 4,90      | 880    | PB   | 6784        | 11                  |
| 15             | B     | Rico Freimuth           | Alemanha       | -    | -    | -    | -    | -    | -    | -    | -    | o    | -    | xxo  | xo   | xxx  |      |      |      |      | 4,90      | 880    | PB   | 7007        | 3                   |
| 16             | A     | Keisuke Ushiro          | Japão          | -    | -    | -    | -    | -    | -    | -    | -    | o    | -    | o    | xxo  | xxx  |      |      |      |      | 4.90      | 880    | PB   | 6210        | 23                  |
| 17             | B     | Damian Warner           | Canadá         | -    | -    | -    | -    | -    | -    | o    | -    | xo   | xo   | xxo  | xxx  |      |      |      |      |      | 4,80      | 849    | PB   | 6959        | 4                   |
| 18             | A     | Pascal Behrenbruch      | Alemanha       | -    | -    | -    | -    | -    | -    | -    | -    | o    | o    | xxx  |      |      |      |      |      |      | 4,70      | 819    | -    | 6773        | 12                  |
| 19             | B     | Gunnar Nixon            | Estados Unidos | -    | -    | -    | -    | -    | xxo  | -    | o    | o    | xxx  |      |      |      |      |      |      |      | 4,60      | 790    | -    | 6898        | 8                   |
| 20             | B     | Ėduard Michan           | Bielorrússia   | -    | -    | -    | -    | -    | -    | o    | o    | xo   | xxx  |      |      |      |      |      |      |      | 4,60      | 790    | -    | 6648        | 18                  |
| 21             | B     | Willem Coertzen         | África do Sul  | -    | -    | -    | -    | o    | -    | o    | o    | xxx  |      |      |      |      |      |      |      |      | 4,50      | 760    | SB   | 6684        | 15                  |
| 22             | B     | Sergej Sviridov         | Rússia         | -    | -    | -    | -    | o    | -    | xo   | o    | xxx  |      |      |      |      |      |      |      |      | 4,50      | 760    | SB   | 6323        | 22                  |
| 23             | B     | Marcus Nilsson          | Suécia         | -    | -    | -    | -    | o    | o    | o    | xo   | xxx  |      |      |      |      |      |      |      |      | 4,50      | 760    | -    | 6068        | 24                  |
| 23             | B     | Brent Newdick           | Nova Zelândia  | -    | -    | -    | -    | -    | o    | -    | xo   | -    | xxx  |      |      |      |      |      |      |      | 4,50      | 760    | -    | 6357        | 20                  |
| 25             | B     | Ali Kamé                | Madagáscar     | xo   | -    | o    | o    | xo   | xxx  |      |      |      |      |      |      |      |      |      |      |      | 4,20      | 673    | SB   | 5744        | 25                  |
| 26 !           | A     | Gaël Quérin             | França         | -    | -    | -    | -    | -    | -    | -    | -    | -    | xxx  |      |      |      |      |      |      |      | NM        | 0      |      | 5427        | 26                  |
| 26 !           | B     | Ingmar Vos              | Países Baixos  | xR   |      |      |      |      |      |      |      |      |      |      |      |      |      |      |      |      | NM        | 0      |      | 4843        | 27                  |

Oleksij Kas'janov retirou-se da competição antes do início do ensaio.

### Lançamento do dardo
| Classificação. | Grupo | Atleta                  | Nacionalidade  | 1ª prova | 2ª prova | 3ª prova | Resultado | Pontos | Nota | Pontos final | Classificação geral |
| -------------- | ----- | ----------------------- | -------------- | -------- | -------- | -------- | --------- | ------ | ---- | ------------ | ------------------- |
| 1              | A     | Sergej Sviridov         | Rússia         | 69.38    | 66.60    | X        | 69.38     | 880    | PB   | 7203         | 20                  |
| 2              | A     | Willem Coertzen         | África do Sul  | 69.35    | X        | 64.30    | 69.35     | 879    | PB   | 7563         | 12                  |
| 3              | B     | Leonel Suárez           | Cuba           | 68.61    | 66.77    | 68.16    | 68.61     | 868    | SB   | 7532         | 14                  |
| 4              | A     | Keisuke Ushiro          | Japão          | 67.65    | 58.81    | 64.19    | 67.65     | 854    | SB   | 7064         | 22                  |
| 5              | A     | Pascal Behrenbruch      | Alemanha       | 62.67    | 65.59    | 64.19    | 67.07     | 845    | –    | 7618         | 9                   |
| 6              | B     | Kevin Mayer             | França         | 61.14    | X        | 66.09    | 66.09     | 830    | PB   | 7669         | 7                   |
| 7              | A     | Ali Kamé                | Madagáscar     | 65.76    | X        | –        | 65.76     | 825    | PB   | 6569         | 25                  |
| 8              | A     | Michael Schrader        | Alemanha       | 65.67    | –        | –        | 65.67     | 824    | PB   | 7895         | 2                   |
| 9              | B     | Thomas van der Plaetsen | Bélgica        | 65.31    | 63.47    | X        | 65.31     | 818    | PB   | 7562         | 13                  |
| 10             | B     | Ashton Eaton            | Estados Unidos | 57.44    | X        | 64.83    | 64.83     | 811    | –    | 8063         | 1                   |
| 11             | B     | Damian Warner           | Canadá         | 63.76    | 64.67    | X        | 64.67     | 808    | PB   | 7767         | 3                   |
| 12             | B     | Pelle Rietveld          | Países Baixos  | X        | X        | 64.38    | 64.38     | 804    | –    | 7446         | 21                  |
| 13             | A     | Mikk Pahapill           | Estónia        | 62.89    | X        | X        | 62.89     | 781    | –    | 7446         | 17                  |
| 14             | A     | Ingmar Vos              | Países Baixos  | 59.79    | 62.10    | X        | 62.10     | 769    | SB   | 5612         | 27                  |
| 15             | B     | Artëm Luk'janenko       | Rússia         | 57.46    | 61.83    | 54.99    | 61.83     | 765    | –    | 7452         | 16                  |
| 16             | B     | Carlos Chinin           | Brasil         | 59.98    | 56.49    | 59.21    | 59.98     | 738    | PB   | 7682         | 5                   |
| 16             | B     | Andrėj Kraŭčanka        | Bielorrússia   | 59.98    | 59.02    | 57.68    | 59.98     | 738    | –    | 7631         | 8                   |
| 18             | A     | Maicel Uibo             | Estónia        | 59.63    | X        | 58.56    | 59.63     | 732    | PB   | 7221         | 19                  |
| 19             | B     | Il'ja Škurenëv          | Rússia         | 58.41    | 59.46    | 58.27    | 59.46     | 730    | PB   | 7670         | 6                   |
| 20             | B     | Mihail Dudaš            | Sérvia         | 58.09    | 59.06    | 56.61    | 59.06     | 724    | SB   | 7508         | 15                  |
| 21             | A     | Gunnar Nixon            | Estados Unidos | 54.12    | 57.97    | 57.49    | 57.97     | 707    | –    | 7605         | 11                  |
| 22             | A     | Brent Newdick           | Nova Zelândia  | 54.37    | 57.30    | 56.90    | 57.30     | 697    | –    | 7054         | 23                  |
| 23             | B     | Eelco Sintnicolaas      | Países Baixos  | 55.17    | 56.36    | 56.75    | 56.75     | 689    | SB   | 7611         | 10                  |
| 24             | B     | Rico Freimuth           | Alemanha       | 56.21    | 54.26    | 52.93    | 56.21     | 681    | –    | 7688         | 4                   |
| 25             | A     | Marcus Nilsson          | Suécia         | 54.86    | 53.19    | 53.68    | 54.86     | 661    | –    | 6729         | 24                  |
| 26             | A     | Ėduard Michan           | Bielorrússia   | 50.74    | X        | X        | 50.74     | 600    | –    | 7248         | 18                  |
| 27             | A     | Gaël Quérin             | França         | 48.71    | 50.66    | 46.39    | 50.66     | 598    | –    | 6025         | 26                  |

### 1500 metros
| Classificação. | Bateria | Atleta                  | Nacionalidade  | Resultado | Pontos | Nota |
| -------------- | ------- | ----------------------- | -------------- | --------- | ------ | ---- |
| 1              | 1       | Gaël Quérin             | França         | 4:18.58   | 821    |      |
| 2              | 1       | Marcus Nilsson          | Suécia         | 4:20.11   | 811    | SB   |
| 3              | 2       | Leonel Suárez           | Cuba           | 4:23.87   | 785    | SB   |
| 4              | 2       | Willem Coertzen         | África do Sul  | 4:24.60   | 780    | SB   |
| 5              | 2       | Eelco Sintnicolaas      | Países Baixos  | 4:24.64   | 780    | SB   |
| 6              | 2       | Kevin Mayer             | França         | 4:25.04   | 777    |      |
| 7              | 2       | Michael Schrader        | Alemanha       | 4:25.38   | 775    | SB   |
| 8              | 1       | Mihail Dudaš            | Sérvia         | 4:26.62   | 767    | SB   |
| 9              | 2       | Ashton Eaton            | Estados Unidos | 4:29.80   | 746    | SB   |
| 10             | 2       | Damian Warner           | Canadá         | 4:29.97   | 745    | SB   |
| 11             | 1       | Artëm Luk'janenko       | Rússia         | 4:32.97   | 725    | PB   |
| 12             | 1       | Mikk Pahapill           | Estónia        | 4:33.16   | 724    | PB   |
| 13             | 1       | Ėduard Michan           | Bielorrússia   | 4:33.71   | 720    |      |
| 14             | 2       | Gunnar Nixon            | Estados Unidos | 4:35.82   | 707    |      |
| 15             | 1       | Pelle Rietveld          | Países Baixos  | 4:35.94   | 706    | SB   |
| 16             | 2       | Carlos Chinin           | Brasil         | 4:36.01   | 706    |      |
| 17             | 2       | Il'ja Škurenëv          | Rússia         | 4:36.95   | 700    |      |
| 18             | 2       | Pascal Behrenbruch      | Alemanha       | 4:37.21   | 698    |      |
| 19             | 2       | Rico Freimuth           | Alemanha       | 4:37.83   | 694    |      |
| 20             | 2       | Thomas van der Plaetsen | Bélgica        | 4:37.93   | 693    | SB   |
| 21             | 1       | Brent Newdick           | Nova Zelândia  | 4:38.54   | 690    | SB   |
| 22             | 1       | Keisuke Ushiro          | Japão          | 4:38.91   | 687    |      |
| 23             | 2       | Andrėj Kraŭčanka        | Bielorrússia   | 4:39.63   | 683    |      |
| 24             | 1       | Sergej Sviridov         | Rússia         | 4:46.43   | 640    | SB   |
| 25             | 1       | Maicel Uibo             | Estónia        | 4:48.29   | 629    |      |

Ali Kamé e Ingmar Vos  retirado da competição, antes do início do teste.

## Classificação final
| Classificação.    | Atleta                  | Nacionalidade  | Pontos | Nota |
| ----------------- | ----------------------- | -------------- | ------ | ---- |
| Medalha de ouro   | Ashton Eaton            | Estados Unidos | 8809   | WL   |
| Medalha de prata  | Michael Schrader        | Alemanha       | 8670   | PB   |
| Medalha de bronze | Damian Warner           | Canadá         | 8512   | PB   |
| 4                 | Kevin Mayer             | França         | 8446   | PB   |
| 5                 | Eelco Sintnicolaas      | Países Baixos  | 8391   | SB   |
| 6                 | Carlos Chinin           | Brasil         | 8388   |      |
| 7                 | Rico Freimuth           | Alemanha       | 8382   | PB   |
| 8                 | Il'ja Škurenëv          | Rússia         | 8370   | PB   |
| 9                 | Willem Coertzen         | África do Sul  | 8343   | AR   |
| 10                | Leonel Suárez           | Cuba           | 8317   | SB   |
| 11                | Pascal Behrenbruch      | Alemanha       | 8316   |      |
| 12                | Andrėj Kraŭčanka        | Bielorrússia   | 8314   |      |
| 13                | Gunnar Nixon            | Estados Unidos | 8312   | PB   |
| 14                | Mihail Dudaš            | Sérvia         | 8275   | NR   |
| 15                | Thomas van der Plaetsen | Bélgica        | 8255   | PB   |
| 16                | Artëm Luk'janenko       | Rússia         | 8177   | PB   |
| 17                | Mikk Pahapill           | Estónia        | 8170   | SB   |
| 18                | Ėduard Michan           | Bielorrússia   | 7968   |      |
| 19                | Maicel Uibo             | Estónia        | 7850   |      |
| 20                | Sergej Sviridov         | Rússia         | 7843   |      |
| 21                | Pelle Rietveld          | Países Baixos  | 7840   | SB   |
| 22                | Keisuke Ushiro          | Japão          | 7751   |      |
| 23                | Brent Newdick           | Nova Zelândia  | 7744   | SB   |
| 24                | Marcus Nilsson          | Suécia         | 7540   |      |
| 25                | Gaël Quérin             | França         | 6846   |      |
| 26 !              | Ali Kamé                | Madagáscar     | DNF    |      |
| 27 !              | Ingmar Vos              | Países Baixos  | DNF    |      |
| 28 !              | Oleksij Kas'janov       | Ucrânia        | DNF    |      |
| 29 !              | Román Gastaldi          | Argentina      | DNF    |      |
| 30 !              | Kurt Felix              | Granada        | DNF    |      |
| 31 !              | Trey Hardee             | Estados Unidos | DNF    |      |
| 32 !              | Jeremy Taiwo            | Estados Unidos | DNF    |      |
| 33 !              | Dmitrij Karpov          | Cazaquistão    | DNF    |      |
| 34 !              | Ashley Bryant           | Reino Unido    | DNS    |      |

Legenda
| Recorde mundial       | Recorde mundial (World record)               |                       | Recorde africano                      | Recorde africano (African) |                                           | Q | Classificado por posição (Qualified) |
| Recorde do campeonato | Recorde do campeonato (Championship record)  | Recorde da América    | Recorde da América (Americas)         | q                          | Classificado por melhor tempo (Qualified) |   |                                      |
| Melhor marca do ano   | Melhor marca do ano (World leading)          | Recorde asiático      | Recorde asiático (Asian)              | DNS                        | Não largou (Did not start)                |   |                                      |
| Recorde nacional      | Recorde nacional (National record)           | Recorde europeu       | Recorde europeu (European)            | DNF                        | Não terminou (Did not finish)             |   |                                      |
| Recorde pessoal       | Recorde pessoal do atleta (Personal best)    | Recorde da Oceania    | Recorde da Oceania (Oceania)          | DSQ / DQ                   | Desclassificado (Disqualified)            |   |                                      |
| Recorde da temporada  | Recorde da temporada do atleta (Season best) | Recorde sul-americano | Recorde sul-americano (South America) | NM                         | Sem marca (No mark)                       |   |                                      |